# Michalino (rejon głębocki)
Michalino – dawny zaścianek. Tereny, na których leżał, znajdują się obecnie na Białorusi, w obwodzie witebskim, w rejonie głębockim, w sielsowiecie Koroby.

## Historia
W czasach zaborów w granicach Imperium Rosyjskiego.
W latach 1921–1945 zaścianek leżał w Polsce, w województwie wileńskim, w powiecie dziśnieńskim, w gminie Wierzchnie, od 1929 roku w gminie Głębokie.
Według Powszechnego Spisu Ludności z 1921 roku zamieszkiwały tu 25 osób, 15 było wyznania rzymskokatolickiego, 7 prawosławnego a 3 greckokatolickiego. Jednocześnie wszyscy mieszkańcy zadeklarowali polską przynależność narodową. Było tu 6 budynków mieszkalnych. W 1931 w 4 domach zamieszkiwały 23 osoby.
Wierni należeli do parafii rzymskokatolickiej w Konstantynowie i prawosławnej w miejscowości Wierzchnie. Miejscowość podlegała pod Sąd Grodzki w Głębokiem i Okręgowy w Wilnie; właściwy urząd pocztowy mieścił się w Wierzchni.